# Хосода Мамору
Мамору Хосода (яп. 細田 守, англ. Mamoru Hosoda; нар. 19 вересня 1967) — японський анімаційний режисер, відомий за фільмами «Дівчинка, яка стрибала крізь час», «Вовченята Аме та Юкі» та «Дитя монстра». Його сьомий фільм «Мірай з майбутнього» став першим аніме номінованим на «Оскар» за найкращий анімаційний повнометражний фільм, виробництвом якого займалася не студія Ghibli.

## Кар'єра
Хосода народився в місті Каміїті, повіт Нака-Ніїкава, префектура Тояма, Японія. Батько працював інженером залізниці, а мати — кравчинею. Вивчав живопис у Канадзавському коледжі мистецтв Ісікави. Після завершення університету Хосода почав працювати на студії Toei Animation. Спочатку він пробувався на студію Ghibli, але отримав лист із відмовою і схваленням від самого Міядзакі. 
Працюючи ключовим аніматором у Toei Animation, він зрештою стає режисером кількох окремих коротких фільмів серіалу «Пригоди діґімонів». Фільм Хосоди «Digimon: The Movie» привертає до нього увагу Судзукі Тосіо, головного продюсера Studio Ghibli, після чого йому доручають режисерський пост «Мандрівного замку».
«Мандрівний замок» планували випустити влітку 2003 року, але виробництво зупинилося через творчі розбіжності. Керівництво студії не бажало відходити від стилю, заданого Міядзакі, й відкинуло концепції Хосоди, після чого, влітку 2002 року, він покинув проект.
Хосода повертається під крило Toei Animation, де створює ряд анімацій, серед яких рекламна «Superflat Monogram» та епізоди до «Magical DoReMi». Незабаром його наймає Madhouse. Працюючи там з 2005 по 2011 рік, Хосода режисує тепло прийняті критиками повнометражні фільми «Дівчинка, яка стрибала крізь час» (2006) і «Літні війни» (2009), які стають лауреатами Премії Японської академії за найкращий анімаційний фільм у 2007 та 2010 роках відповідно.
У 2011 Хосода разом із продюсером Юітіро Саіто засновує власну студію Studio Chizu. Наразі студія випустила три аніме-фільми: «Вовченята Аме та Юкі», «Дитя монстра» й «Мірай з майбутнього».

## Фільмографія
| Рік     | Тайтл | Режисер | Сценарист | Ключовий аніматор | Пр.                              |
| ------- | --- | ------- | --------- | ----------------- | -------------------------------- |
| 1993    | «Dragon Ball Z: Moetsukiro!! Nessen, Ressen, Chougekisen»Dragon Ball Z Movie 10: Kiken na Futari! Super Senshi wa Nemurenai |         |           | Так               |                                  |
| 1994    | «Yu Yu Hakusho: Meikai Shitou-hen - Honoo no Kizuna»                                                                        |         |           | Так               |                                  |
| 1994    | «Dragon Ball Z: Kiken na Futari! Super Senshi wa Nemurenai»                                                                 |         |           | Так               |                                  |
| 1994–95 | «Slam Dunk» |         |           | Так               | епізоди 29, 70                   |
| 1996    | «Dragon Ball: Saikyou e no Michi»                                                                                           |         |           | Так               |                                  |
| 1998    | «Ginga Tetsudou 999: Eternal Fantasy»                                                                                       |         |           | Так               |                                  |
| 1999    | «Digimon Adventure» | Так     |           |                   | к                                |
| 1999    | «Digimon Adventure» | Так     |           |                   | епізод 21                        |
| 2000    | «Digimon Adventure: Our War Game!»                                                                                          | Так     |           |                   | к                                |
| 2000    | «Dragon Ball Z» |         |           | Так               | епізод 173                       |
| 2000    | «Digimon: The Movie» | Так     |           |                   |                                  |
| 2003    | «Ashita no Nadja» | Так     |           |                   | епізоди 5, 12, 26 опенінґ ендінґ |
| 2003    | «Superflat Monogram» | Так     |           |                   | к                                |
| 2004    | «One Piece» | Так     |           |                   | епізод 199                       |
| 2004    | «Samurai Champloo» | Так     |           |                   | опенінґ                          |
| 2006    | «Toki o Kakeru Shōjo» | Так     |           |                   |                                  |
| 2009    | «Summer Wars» | Так     | Так       |                   |                                  |
| 2012    | «Ōkami Kodomo no Ame to Yuki»                                                                                               | Так     | Так       |                   |                                  |
| 2015    | «Bakemono no Ko» | Так     | Так       |                   |                                  |
| 2018    | «Mirai no Mirai» | Так     | Так       |                   |                                  |